# 凯特人

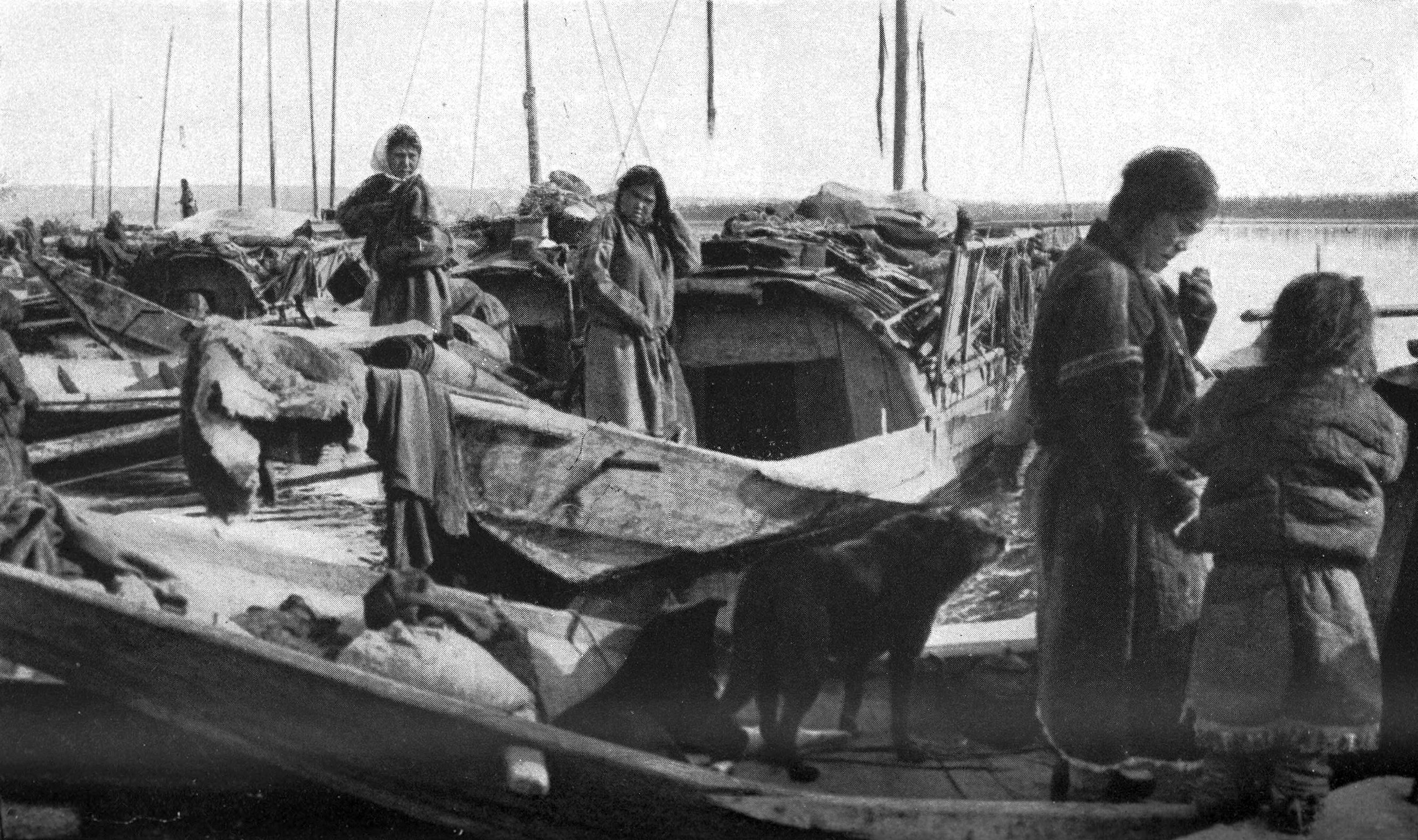
凯特族房船, 1914年

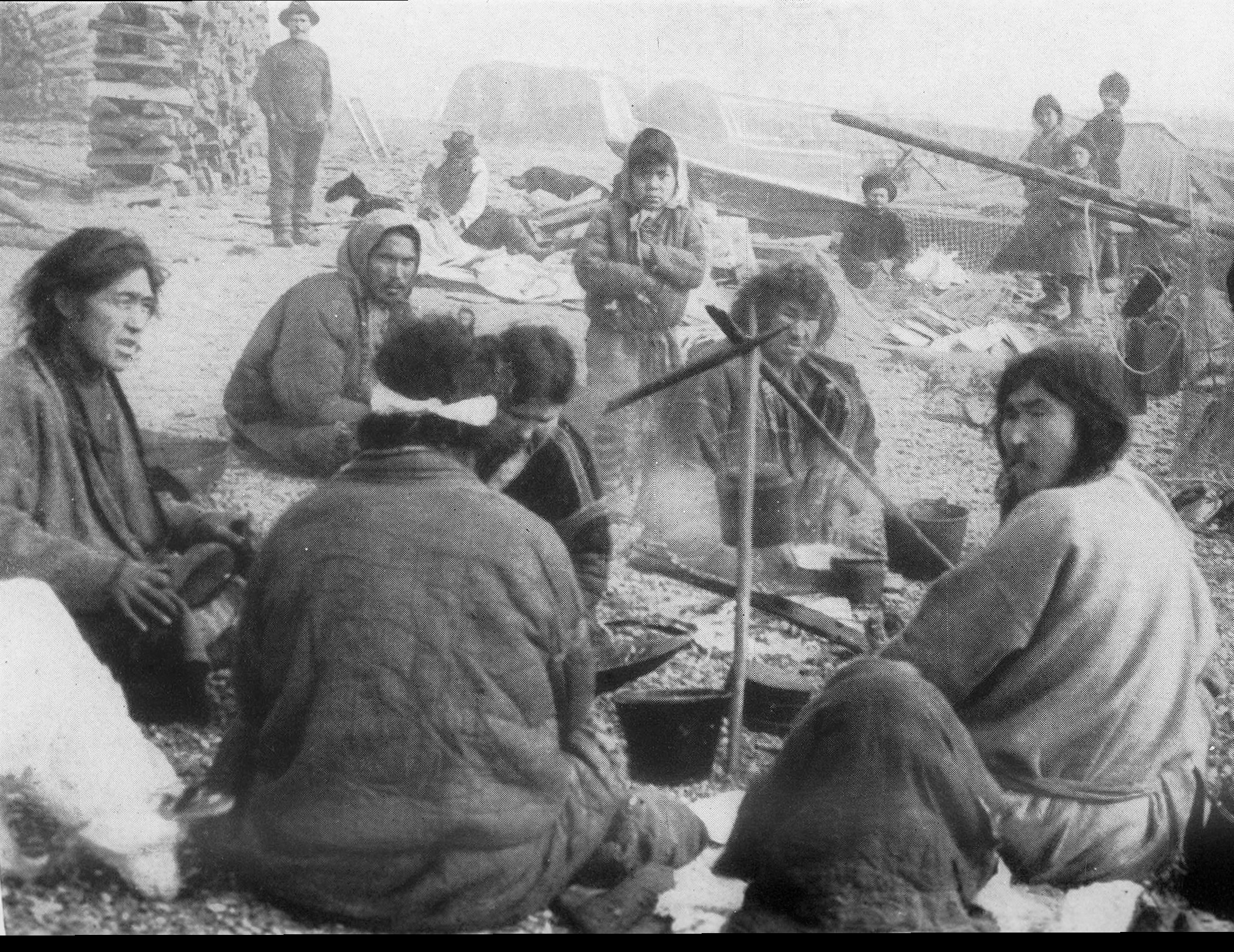
挪威探险家南森摄于1914年，篝火旁的凯特人，后排着皮帽者为俄罗斯人

凯特人（俄语：Кеты，凯特语: Ostygan），是居住在西伯利亚的一支操凯特语的民族。在沙皇俄国时期，他们与其他一些族群（如汉特人）一起不加区分地被称作“奥斯佳克人”，随后，又因其居住在叶尼塞河的中下游地区而被称作“叶尼塞－奥斯佳亚克人”。现在，凯特人居住于叶尼塞河的中东部地区。

## 历史
凯特人被认为是曾游牧于西伯利亚中南地区的古族群的唯一后裔。今天的凯特人是叶尼塞林区渔猎民族的后代，他们继承了西伯利亚南部地区凯特族的文化。早期的部落从事渔猎活动，并饲养驯鹿。叶尼塞河下游地区的凯特人自称尤克人，尤克一词在爱斯基摩语中意为“人类”。
凯特人地区于17世纪并入沙俄。凯特人的反抗最终无效，并被逐入分散的地区。原本组织严密的父系社会因此逐渐瓦解。 
20世纪，苏联在此推行农业集体化。1930年代，苏联实行原住民族民族自定族属政策时，凯特人的民族地位得到承认。   
凯特族人口自1923年至今相对稳定。根据2002年人口普查结果，俄国境内现有1494人，而1970年时为1200人。今天，凯特人居住于沿河的小城镇中，不再从事游牧。

## 语言
凯特语与西伯利亚的其它语言迥然不同，是葉尼塞語系唯一的活語言。
Ket一词本意为“人”（复数：deng）。 卡斯河、瑟姆河、杜布切斯河沿岸的凯特人自称为"jugun"。1788年，彼得·西蒙·帕拉斯在其旅行日记中首次发表了关于凯特语的调查报告。   
1926年，曾有1428名凯特人，其中1225人（约占85.8%）使用凯特语。1989年人口普查表明，凯特语的使用者只剩537人（约占48.3%）。

## 宗教
1930年代前，萨满教曾是传统宗教，但到1960年代几乎无法找出真正的萨满。

## 族源
凯特人是叶尼塞语系人群的一支。凯特人的Y染色体单倍群以单倍群Q-M242为主。凯特人的常染色體有约40%的古代北歐亞人血統，与楚科奇人、科里亚克人和美洲原住民有关。

## 脚注
1. ↑  Flegontov, Pavel; Changmai, Piya; Zidkova, Anastassiya; Logacheva, Maria D.; Altınışık, N. Ezgi; Flegontova, Olga; Gelfand, Mikhail S.; Gerasimov, Evgeny S.; Khrameeva, Ekaterina E.; Konovalova, Olga P.; Neretina, Tatiana. . Scientific Reports. 2016-08, 6 (1)  [2022-11-11]. ISSN 2045-2322. PMC 4750364 . PMID 26865217. doi:10.1038/srep20768. （原始内容存档于2016-05-03） （英语）.

## 外部連結
- Professor Ed Vajda talking about the importance of the Ket and their language, plus a short story told by a Ket speaker.[]
- . The Red Book of the Peoples of the Russian Empire.   [2016-09-06]. （原始内容存档于2016-06-11）.
- Edward J, Vajda. .   [2016-09-06]. （原始内容存档于2019-04-06）.
- Ethnologue on Ket（页面存档备份，存于）
- Ket Language
- Endangered Languages of the Indigenious Peoples of Siberia - The Ket Language
- Yeniseian Peoples and Languages（页面存档备份，存于）
- The Ket People - Google Video - 404 error
- Starostin S.A.
- Multimedia Database of Ket, Documentation of Endangered Languages at Laboratory for Computer Lexicography Lomonosov Moscow State University.
- Ket texts（页面存档备份，存于）, a Ket tale "Balna" in original + in Russian and English, with linguistic annotation.
- Pavel Flegontov, Piya Changmai, Anastassiya Zidkova, Maria D. Logacheva, Olga Flegontova, Mikhail S. Gelfand, Evgeny S. Gerasimov, Ekaterina V. Khrameeva, Olga P. Konovalova, Tatiana Neretina, Yuri V. Nikolsky, George Starostin, Vita V. Stepanova, Igor V. Travinsky, Martin Tříska, Petr Tříska, Tatiana V. Tatarinova: Genomic study of the Ket: a Paleo-Eskimo-related ethnic group with significant ancient North Eurasian ancestry（页面存档备份，存于）